# Grodziszcze (powiat Świdnicki)
Gräditz of Grodziszcze is een plaatsje in het Poolse district Świdnica (Neder-Silezië), gemeente Świdnica. Voor 1945 lag de plaats in Duitsland en droeg de naam Gramolin. In 2007 woonden hier 891 inwoners. Het dorp heeft een kerk, de St. Annakerk, en beschikt sinds 1997 over een eigen basisschool.
Hier werd in 1941 een werkkamp voor joden ingericht in het kader van "Organization Schmelt" (Zwangsarbeitslager für Juden). Daar werd een aantal mensen aan het werk gezet voor landbouwwerk, grondverbetering, de bouw van barakken en voor enkele kleine bedrijven. Waarschijnlijk kwamen er ook mensen terecht van transporten naar Auschwitz. Uit transporten vanuit Drancy en/of Westerbork werd een groep jonge mannen geselecteerd, die als goede werkkrachten zouden kunnen dienen, en in Gräditz werden geplaatst. Hun vrouwen en kinderen werden echter naar Auschwitz gedeporteerd en daar werden de meesten van hen vermoord. In de jaren 1943-1944 werden veel Schmelt-kampen in Neder-Silezië overgenomen door Groß-Rosen, maar het lijkt erop, dat kamp Gräditz eenvoudigweg werd opgeheven, ook al zijn er verklaringen die beweren, dat het kamp nog in februari 1945 zou hebben bestaan.
Er heerste honger in het kamp, omdat meer dan 100 mensen moesten leven op rantsoenen die bedoeld waren voor 40 personen. De bewoners werden ontdaan van hun identiteit, moesten in gestreepte kampkleding lopen. Hun haar was geschoren. Om te overleven moesten ze stelen. Onder de slachtoffers was de Nederlandse schaakkampioen Salo Landau.